# Al-Mu'tadid
Al-Mutadid (arapski) المعتضد بالله); Al-Mu'tadid; 857. – 902.) bio je bagdadski kalif iz dinastije Abasida koji je vladao od 892. do smrti. Bio je nećak kalifa Al-Mu'tamida, odnosno sin kalifovog brata Al-Muwaffaqa koji je vladao kao regent. Još u mladosti se iskazao svojim administrativnim sposobnostima. Vladavinu mu je obilježila borba protiv haridžita u Mezopotamiji ali i uspješno vraćanje odmetnutog Egipta pod abadidsku vlast. Al-Mutadid je ostao upamćen po nastojanju da izbriše suparničku omejadsku dinastiju iz narodnog sjećanja; nakon što su neki njegovi ukazi u tom smjeru izazvali negodovanje, bio ih je prisiljen povući. Naslijedio ga je Al-Muktafi, sin koga je imao s turskom robinjom.